# Laguna de Coripe
Laguna de Coripe este o arie protejată (arie specială de conservare — SAC, sit de importanță comunitară — SCI) din Spania întinsă pe o suprafață de 75,04 ha, integral pe uscat.

## Localizare
Centrul sitului Laguna de Coripe este situat la coordonatele 37°00′34″N 5°21′38″W / 37.0094°N 5.3605°V.

## Înființare
Situl Laguna de Coripe a fost declarat sit de importanță comunitară în aprilie 1999 pentru a proteja 1 specie de plante și 4 specii de animale. Situl a fost protejat și ca arie specială de conservare în ianuarie 2017.

## Biodiversitate
Situată în ecoregiunea mediteraneană, aria protejată conține 5 habitate naturale: Dehesas cu Quercus spp. perene, Tufărișuri termo-mediteraneene și de pre-deșert, Păduri de Quercus ilex și Quercus rotundifolia, Pseudostepă cu ierburi și specii anuale de Thero-Brachypodietea, Iazuri temporare mediteraneene.
La baza desemnării sitului se află mai multe specii protejate:
- plante (1): Marsilea strigosa
- amfibieni (1): Discoglossus galganoi
- mamifere (1): vidră de râu (Lutra lutra)
- reptile (2): țestoasa de baltă (Emys orbicularis), Mauremys leprosa

Pe lângă speciile protejate, pe teritoriul sitului au mai fost identificate 1 specie de păsări, 2 specii de amfibieni.